# Цзяньши
Сяоча́н (кит. упр. 建始, пиньинь Jiànshǐ) — уезд Эньши-Туцзя-Мяоского автономного округа провинции Хубэй (КНР).

## История
Уезд Цзяньши был создан ещё в 265 году, в эпоху Троецарствия, но при южной империи Сун он прекратил своё существование. В эпоху Северной Чжоу уезд был в 574 году создан вновь.
После образования КНР в 1949 году был образован Специальный район Эньши (恩施专区), и уезд вошёл в его состав. В 1970 году Специальный район Эньши был переименован в Округ Эньши (恩施地区).
Постановлением Госсовета КНР от 19 августа 1983 года был ликвидирован округ Эньши, а вместо него был создан Эси-Туцзя-Мяоский автономный округ (鄂西土家族苗族自治州).
В 1993 году Эси-Туцзя-Мяоский автономный округ был переименован в Эньши-Туцзя-Мяоский автономный округ.

## Административное деление
Уезд делится на 6 посёлков и 4 волости.